# IC 1737
IC 1737 је двојна звијезда у сазвјежђу Андромеда која се налази на листи објеката дубоког неба у Индекс каталогу.
Деклинација објекта је + 36° 15' 0" а ректасцензија 1h 51m 42,4s. IC 1737 је још познат и под ознакама 2nd * 30"" sf.